# Kongō Sanmai-in

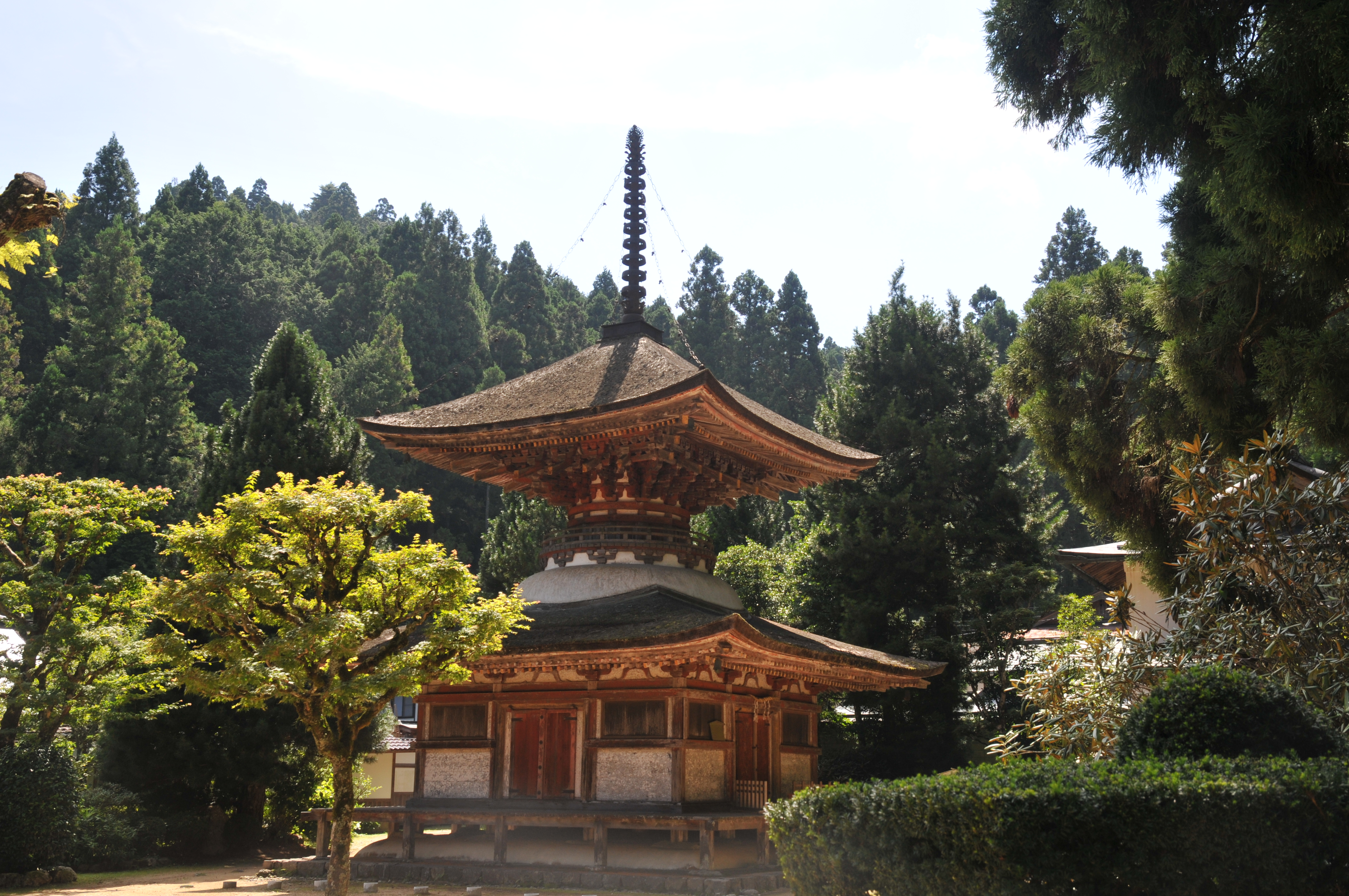
Un des temples du Kongō Sanmai-in

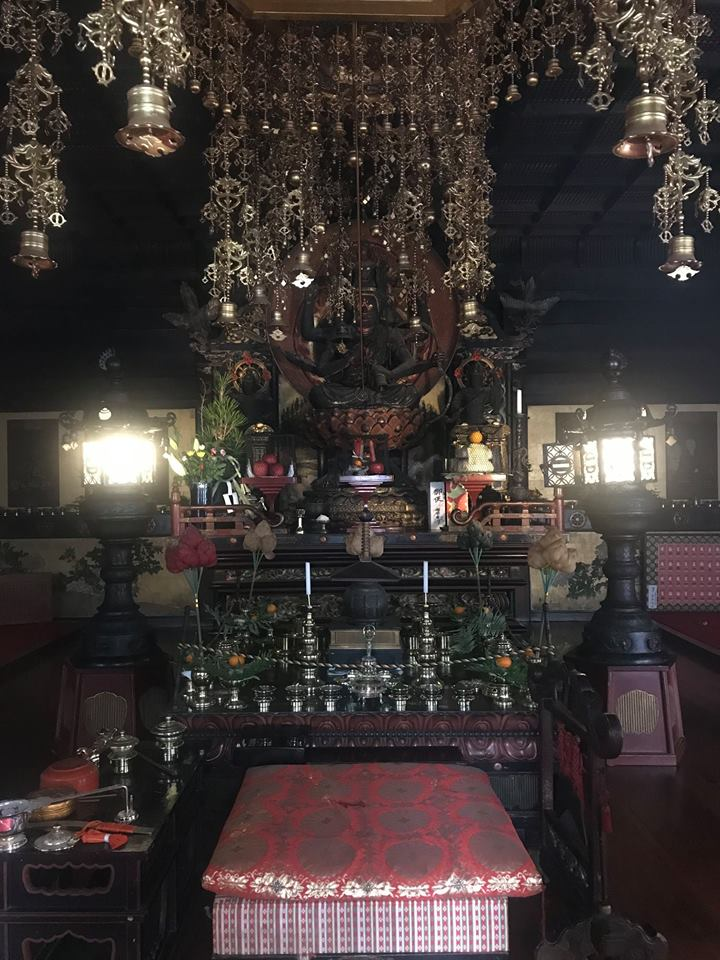
Rāgarāja

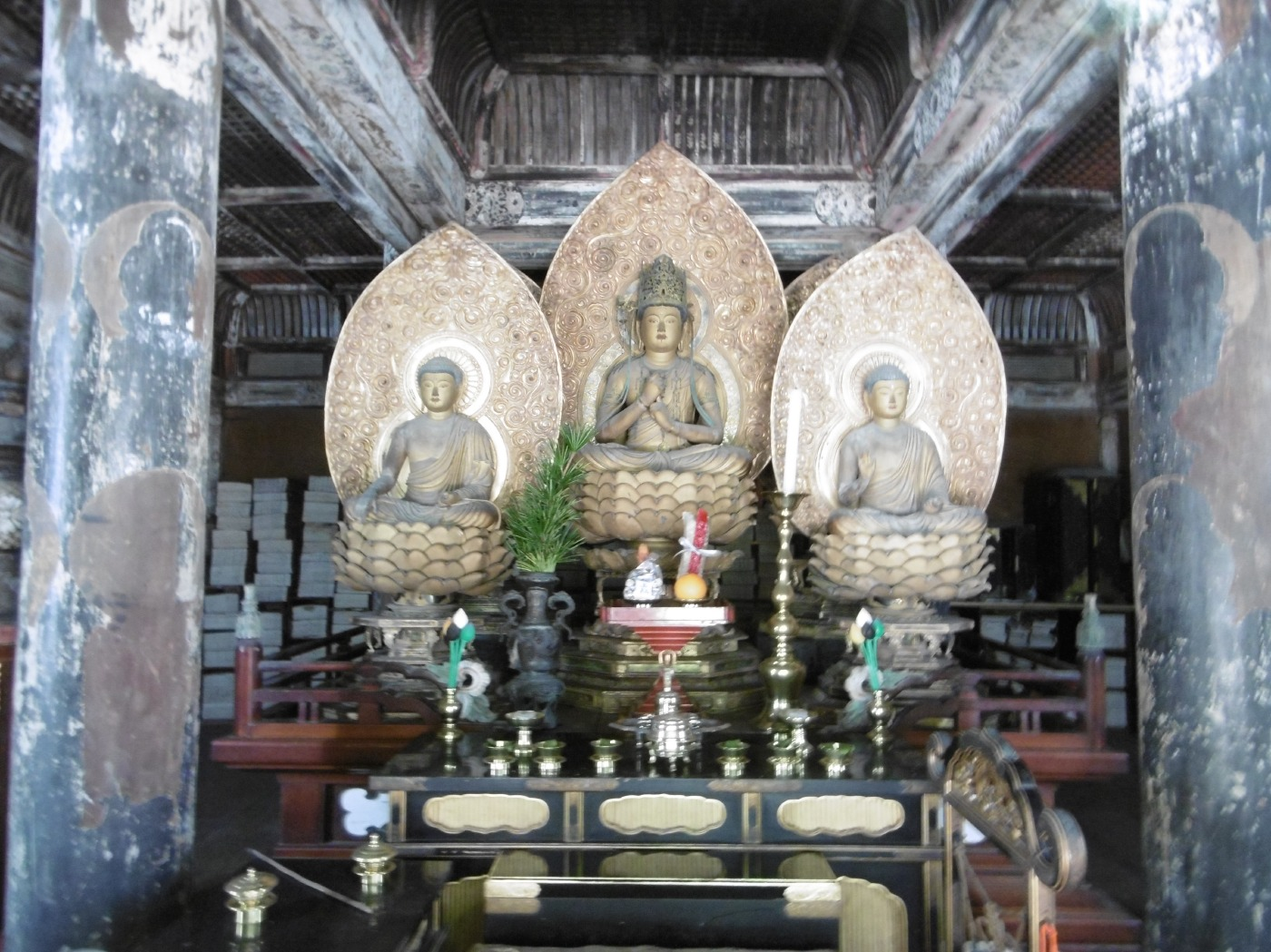
Vairocana

Kongō Sanmai-in est essentiellement un complexe mineur de temples situé au mont Kōya, préfecture de Wakayama au Japon, créé par la volonté de Hōjō Masako pour l'âme de Minamoto no Yoritomo en 1211 et puis Minamoto no Sanetomo en 1219.

## Hibutsu
Le temple abrite une statue de hibutsu (« Buddhu secret »)  qui est généralement masquée et exposée pendant une seule journée tous les cinq cents ans. La prochaine occasion se présentera à la fin des années 2400.